# Cachorrilla
Cachorrilla é um município da Espanha na comarca do Vale do Alagón, província de Cáceres, comunidade autónoma da Estremadura. Tem 41,4 km² de área e em 2021 tinha 95 habitantes (densidade: 2,3 hab./km²). Faz parte da Mancomunidade da Rivera de Fresnedosa.
Nos anos 1960 habitavam ali quase 600 pessoas, mas a maioria emigrou para a Catalunha em busca de uma vida melhor. Actualmente sofre de elevados níveis de despovoamento.

## Demografia
| Variação demográfica do município entre 1991 e 2004 [carece de fontes?] | Variação demográfica do município entre 1991 e 2004 [carece de fontes?] | Variação demográfica do município entre 1991 e 2004 [carece de fontes?] | Variação demográfica do município entre 1991 e 2004 [carece de fontes?] |
| ----------------------------------------------------------------------- | ----------------------------------------------------------------------- | ----------------------------------------------------------------------- | ----------------------------------------------------------------------- |
| 1991                                                                    | 1996                                                                    | 2001                                                                    | 2004                                                                    |
| 112                                                                     | 105                                                                     | 95                                                                      | 92                                                                      |